# Birnbaum (Gemeinde Lesachtal)
Birnbaum ist eine österreichische Ortschaft in der Gemeinde Lesachtal in Kärnten.
Bis zum 1. Jänner 1973 war Birnbaum eine eigenständige Gemeinde, die zu diesem Stichtag mit den Nachbargemeinden Liesing im Lesachtal, Maria Luggau und Sankt Lorenzen zur neuen Gemeinde Lesachtal zusammengelegt wurde.
Das Streudorf Birnbaum im Lesachtal hat 67 Einwohner (Stand 1. Jänner 2024).

## Kultur und Sehenswürdigkeiten
- Kapelle Zur Unbefleckten Empfängnis der allerseligsten Jungfrau
- Zollwohngebäude, erbaut 1939, im Heimatstil

## Söhne und Töchter des Ortes
- Johann Huber (1852–1936), österreichischer Land- und Gastwirt und Politiker